# Martin Provost
Martin Provost (Brest, 13 mei 1957) is een Frans filmregisseur, schrijver en acteur.

## Biografie
Martin Provost werd in 1957 geboren in Brest en verliet op jonge leeftijd Bretagne om te werken als comédien in Parijs. Hij trad in de jaren 1970 op in verschillende theaterstukken en had enkele kleine rollen in films. Begin jaren 1980 vertoonde hij zijn eerste eigen theatervoorstelling Le voyage immobile en bleef een tiental jaren verbonden aan de Comédie-Française. In 1989 speelde hij een bijrol in de film Pentimento van Tonie Marshall en drie jaar later werd zijn tweede toneelstuk vertoond, eerst in Avignon en later in Parijs. Datzelfde jaar publiceerde hij zijn eerste roman Aime-moi vite
Provost besloot zijn carrière in de filmwereld te herlanceren als scenarioschrijver en regisseur, eerst met een kortfilm in 1992 en in 1997 met zijn eerste langspeelfilm Tortilla y cinema. In 2008 realiseerde hij de biografische film Séraphine die in 2009 zeven Césars in de wacht sleepte, waaronder die van beste film, beste origineel scenario en beste actrice (Yolande Moreau). Zijn biografische film Violette uit 2013 werd genomineerd voor de Belgische Magritte du cinéma (Meilleur film étranger en coproduction).

## Filmografie (selectie)

### Acteur
- Pentimento (1989)
- Les Cinq Dernières Minutes (televisieserie, 1988)
- Pause-café (televisieserie, 1981)
- Messieurs les ronds de cuir, (tv-film, 1978)
- La zizanie (1978)
- Les Enquêtes du commissaire Maigret, (televisieserie, 1977)
- Néa (1976)

### Regie en scenario
- Cocon (kortfilm, 1992)
- Tortilla y cinema (1997)
- Le Ventre de Juliette (2003)
- Séraphine (2008)
- Où va la nuit (2011)
- Violette (2013)
- Sage Femme (2017)
- Bonnard, Pierre et Marthe (2023)

## Prijzen en nominaties
De belangrijkste:
| Jaar | Prijs                    | Categorie                              | Genomineerde(n)                      | Uitslag     |
| ---- | ------------------------ | -------------------------------------- | ------------------------------------ | ----------- |
| 2015 | Magritte                 | Meilleur film étranger en coproduction | Violette                             | Genomineerd |
| 2009 | César                    | Beste film                             | Séraphine                            | Gewonnen    |
| 2009 | César                    | Beste origineel scenario               | Séraphine (samen met Marc Abdelnour) | Gewonnen    |
| 2009 | César                    | Beste regisseur                        | Séraphine                            | Genomineerd |
| 2003 | Filmfestival van Avignon | Prix Tournage Europe                   | Le Ventre de Juliette                | Gewonnen    |